# Maison du peuple de Lviv
Pour les articles homonymes, voir Maison du peuple.
L'ancienne Maison du peuple est située à Lviv, en Ukraine. Elle a été construite en 1842 au 22 rue du Théâtre. 

## Histoire
C'est l'une des plus anciennes institutions culturelles de Galicie. Elle existait en 1849 comme maison du peuple créée par le prêtre russe Lvev Terachtchiskovo. L'institution fut dissoute avec l'entrée de la Galicie dans l'empire autrichien en 1851. Le bâtiment fut fini en 1864.

## Voir aussi

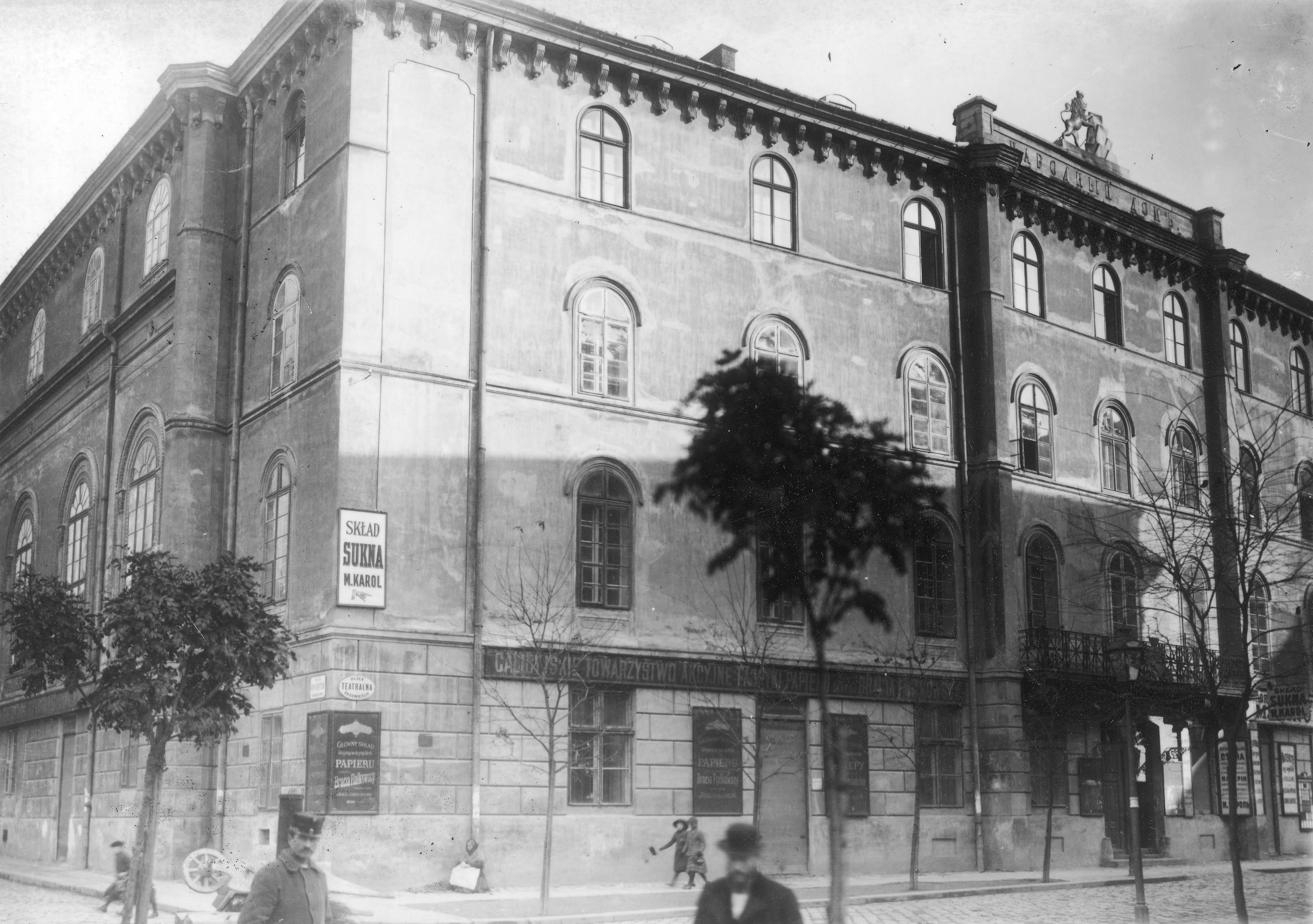
Avant la Première Guerre mondiale.
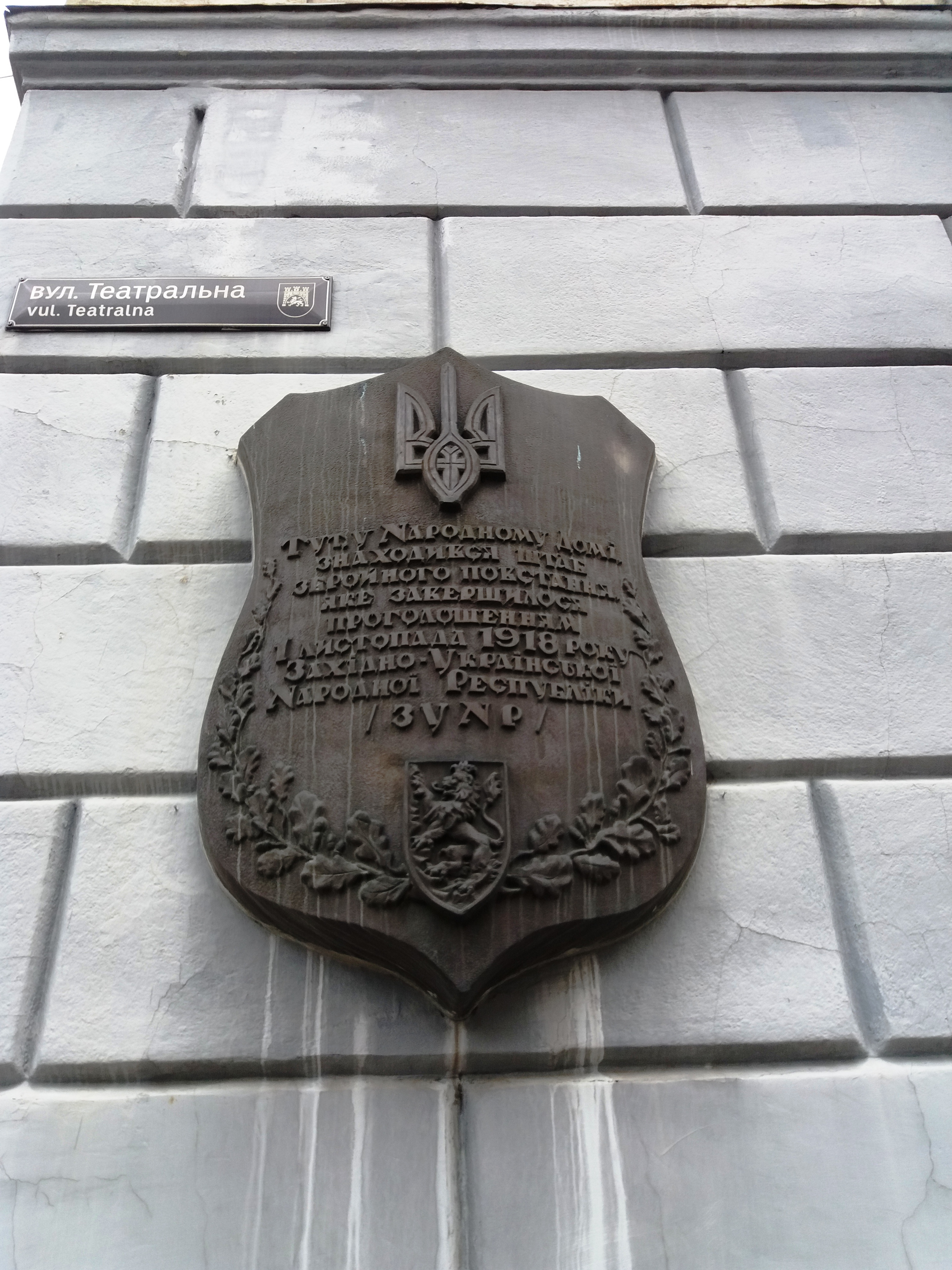
Plaques
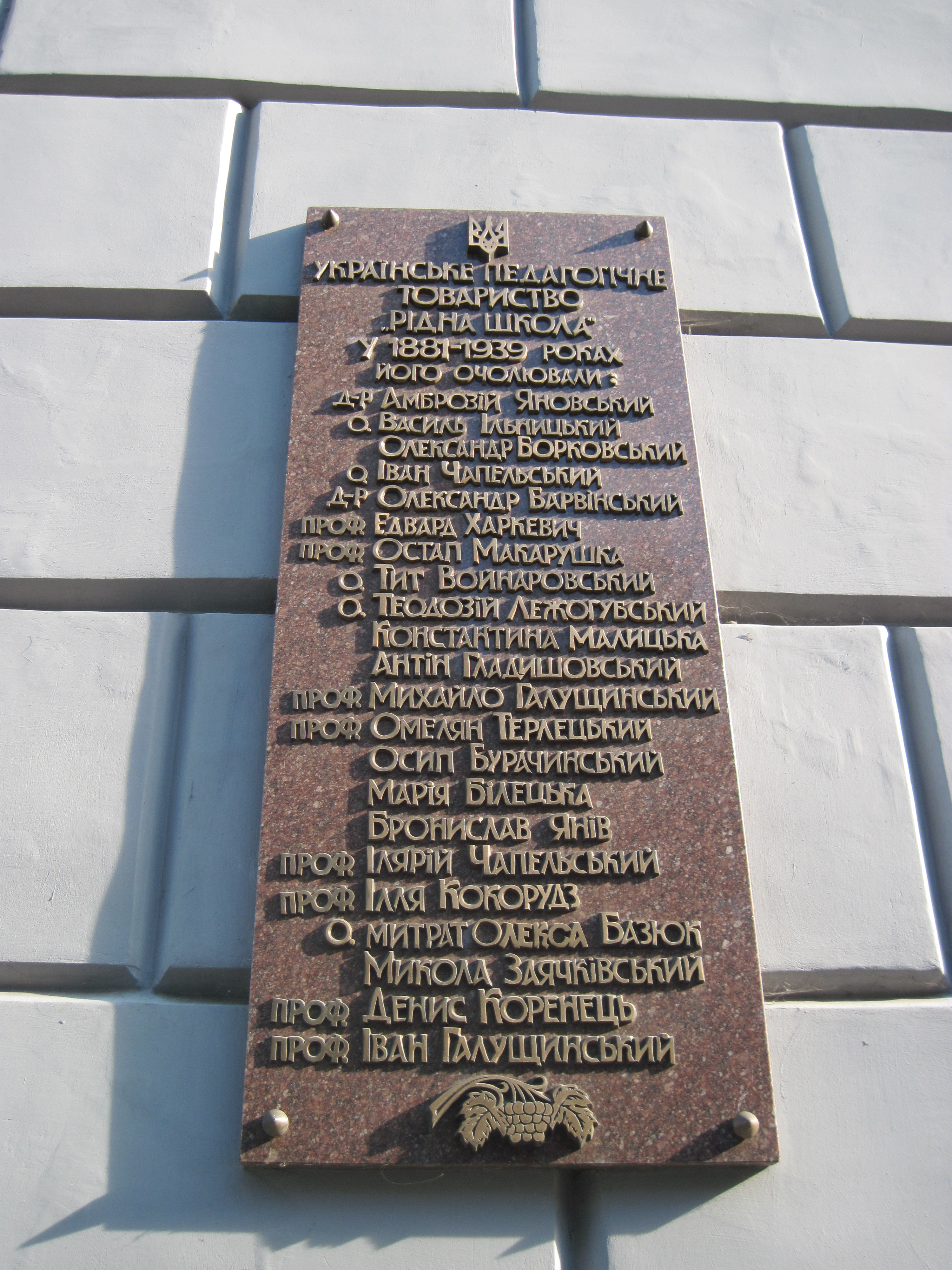
mémorielles
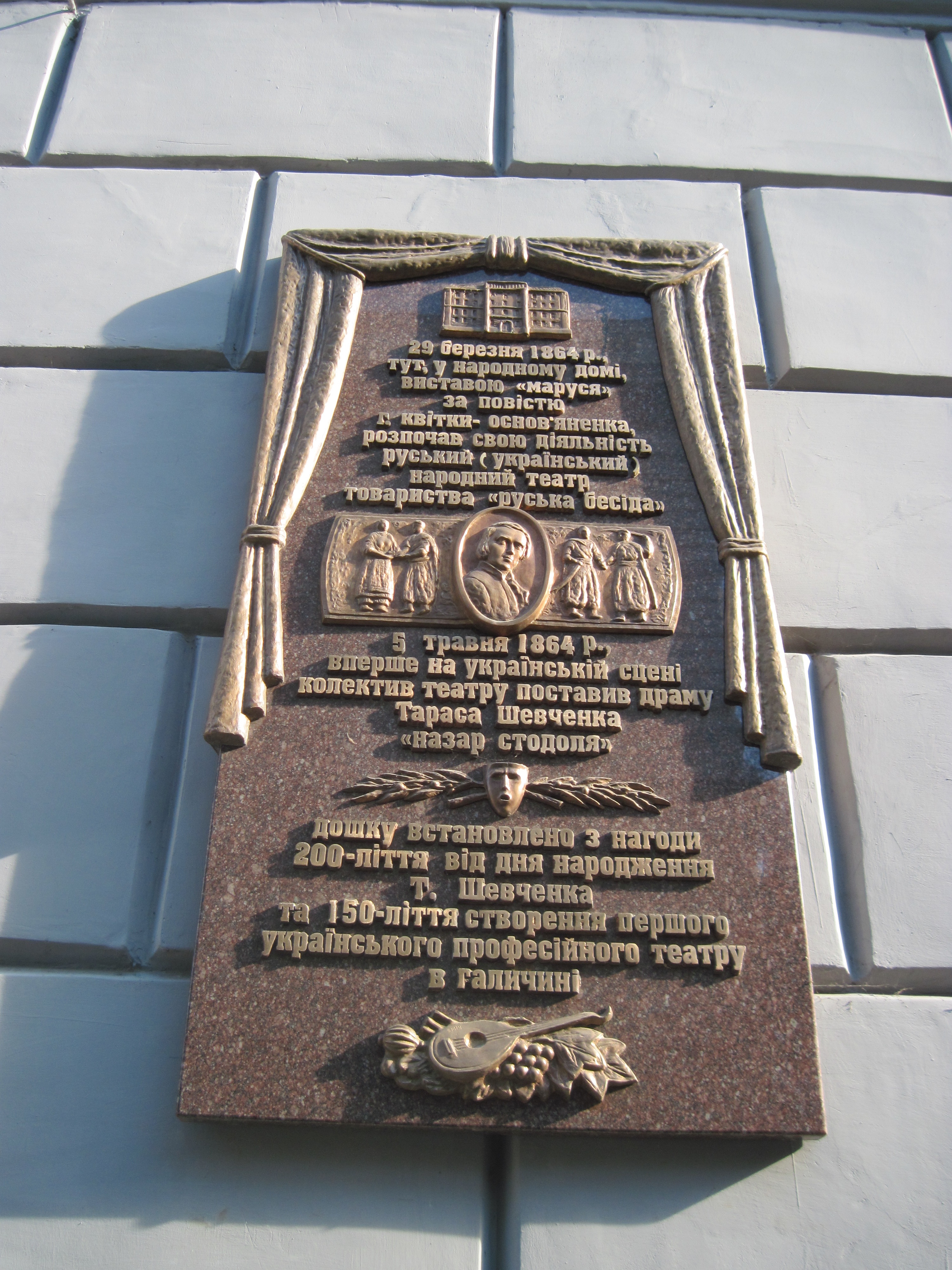
en façade.